# Unione Sportiva Mestrina 1956-1957
Questa voce raccoglie le informazioni riguardanti l'Unione Sportiva Mestrina nelle competizioni ufficiali della stagione 1956-1957.

## Rosa
| N. |                   | Ruolo | Calciatore          |
| -- | ----------------- | ----- | ------------------- |
|    | Italia (bandiera) | A     | Elio Ardit          |
|    | Italia (bandiera) | D     | Valentino Benassuti |
|    | Italia (bandiera) | C     | Bruno Bressan       |
|    | Italia (bandiera) | C     | Ugo Callegari       |
|    | Italia (bandiera) | A     | Lorenzo Canal       |
|    | Italia (bandiera) | A     | Amos Carminati      |
|    | Italia (bandiera) | A     | Ivano Cesaro        |
|    | Italia (bandiera) | C     | Giorgio Florit      |
|    | Italia (bandiera) | C     | Renzo Furlan        |
|    | Italia (bandiera) | A     | Mario Giacconi      |
|    | Italia (bandiera) | P     | Mario Liberalato    |

| N. |                   | Ruolo | Calciatore           |
| -- | ----------------- | ----- | -------------------- |
|    | Italia (bandiera) | P     | Salvatore Maccheroni |
|    | Italia (bandiera) | C     | Giorgio Monari       |
|    | Italia (bandiera) | C     | Arturo Morelli       |
|    | Italia (bandiera) | C     | Gastone Nordio       |
|    | Italia (bandiera) | A     | Nicola Novali        |
|    | Italia (bandiera) | C     | Bruno Popazzi        |
|    | Italia (bandiera) | C     | Mario Silvestri      |
|    | Italia (bandiera) | A     | Giovanni Veglianetti |
|    | Italia (bandiera) | D     | Franco Vivian        |
|    | Italia (bandiera) | D     | Corrado Zorzin       |